# سيرجيو رودريغيز
سيرجيو رودريغيز (بالإسبانية: Sergio Rodríguez Gómez) مواليد 12 يونيو 1986، هو لاعب كرة سلة إسباني سابق، كان يلعب مع فريق ريال مدريد ويحمل الرقم 13. يبلغ طوله 6 قدم 3 بوصة (1.9 م).

## الميداليات
| الميدالية | المسابقة                                           |
| --------- | -------------------------------------------------- |
| فضية      | كرة السلة في الألعاب الأولمبية الصيفية 2012 – رجال |
| ذهبية     | بطولة كأس العالم لكرة السلة 2006                   |
| فضية      | بطولة أمم أوروبا لكرة السلة 2007                   |
| برونزية   | بطولة أمم أوروبا لكرة السلة 2013                   |

## روابط خارجية
- سيرجيو رودريغيز على موقع الاتحاد الدولي لكرة السلة (الإنجليزية)
- سيرجيو رودريغيز على موقع الدوري الأوروبي لكرة السلة (الإنجليزية)
- سيرجيو رودريغيز على موقع إن بي أي (الإنجليزية)
- سيرجيو رودريغيز على موقع سبورتس رفرنس (الإنجليزية)
- سيرجيو رودريغيز على موقع الدوري الإسباني لكرة السلة (الإسبانية)
- سيرجيو رودريغيز على موقع كرة السلة الأوروبية.كوم (الإنجليزية)
- سيرجيو رودريغيز على موقع إي إس بي إن.كوم (الإنجليزية)
- سيرجيو رودريغيز على موقع ريلجم (الإنجليزية)
- سيرجيو رودريغيز على موقع بروبوليرز (الإنجليزية)
- سيرجيو رودريغيز على موقع سبورتس رفرنس (الإنجليزية)